# Ivan Aralica
Ivan Aralica, hrvaški književnik, pedagog in akademik, * 30. september 1930, Puljane.

## Dela
- roman Konjanik (1971)
- zbirka pripovedk Opsjene paklenih crteža (1977)
- roman Psi u trgovištvu (1979)
- roman Put bez sna (1982)
- roman Duše robova (1984)
- roman Graditelj svratišta (1986)
- roman Majka Marija (1992)
- roman Zadah ocvalog imperija (1991)
- roman Sokak triju ruža